# Xã Van Buren, Quận Lee, Iowa
Xã Van Buren (tiếng Anh: Van Buren Township) là một xã thuộc quận Lee, tiểu bang Iowa, Hoa Kỳ. Năm 2010, dân số của xã này là 351 người.